# Esh Winning
Esh Winning är en by i kommunen Durham i England. Orten har 4 081 invånare (2001).